# Euphrat-Staustufe Birecik
Die Euphrat-Staustufe Birecik ist ein Wasserkraftwerk bei Birecik im Südosten der Türkei, das von 1996 bis 2001 als Teil des Südostanatolien-Projektes gebaut wurde. 
Sie besteht aus einem 2,5 km langen Staudamm, in dessen Mitte eine Betonstaumauer mit einem Entnahmebauwerk, der Hochwasserentlastung und einem Kraftwerk angeordnet ist, das mit seinen sechs Francis-Turbinen von je 112 MW Leistung eine Gesamtleistung von 672 MW erzeugt. Pro Jahr werden 2,5 Milliarden Kilowattstunden erzeugt. Die Brutto-Fallhöhe beträgt 44,65 m, der Durchfluss pro Turbine 320 m³/s. Die Hochwasserentlastung ist für rund 17.000 m³/s bemessen.
Von der gesamten Kronenlänge von 2507 m entfallen auf den rechtsseitigen Erddamm 557 m, auf das Betonbauwerk 489 m und auf den linksseitigen Erddamm 1461 m.
Die Stauanlage liegt am Euphrat unterhalb des bekannten Atatürk-Staudamms. Flussabwärts liegt die Karkamış-Staustufe. Die Staustufe Birecik dient neben der Stromerzeugung auch der landwirtschaftlichen Bewässerung. 
Es war das erste größere Wasserkraftprojekt in der Türkei, das als Betreibermodell realisiert wurde. 
Das Objekt wurde von einem privaten Konsortium, an dem mehrere deutsche und europäische Firmen und Banken (darunter Bayerische Landesbank, Chase Manhattan, Generale Bank, Girocredit Bank, KfW und Société Générale) beteiligt waren, finanziert und wird nach 15 Jahren Betrieb im Jahr 2016 dem türkischen Staat übergeben. Der Hauptauftragnehmer für die Bauleistungen war die Philipp Holzmann AG.
Der Stausee hat große Teile der antiken Städte Apameia am Euphrat und Zeugma überflutet.